# 금진항 (고흥군)
금진항은 대한민국 전라남도 고흥군 금산면 신촌리에 있는 어항이다. 지방어항으로 지정하여 관리하고 있다. 시설관리자는 고흥군수이다.

## 어항 시설
- 방파제 120m, 물양장 80m

## 기본 계획
- 방파제 250m, 물양장 80m, 준설 2.7천m3, 기타 1식